# Galianthe pseudopeciolata
Galianthe pseudopeciolata là một loài thực vật có hoa trong họ Thiến thảo. Loài này được E.L. Cabral mô tả khoa học đầu tiên năm 1993.